# Església Franciscana de Cluj-Napoca
L'església franciscana de Cluj-Napoca és un lloc de culte en aquesta ciutat de Romania. Va ser construïda entre 1260 i 1290, al lloc d'una antiga Església catòlica destruïda durant les invasions tàrtares el 1241.

## Història

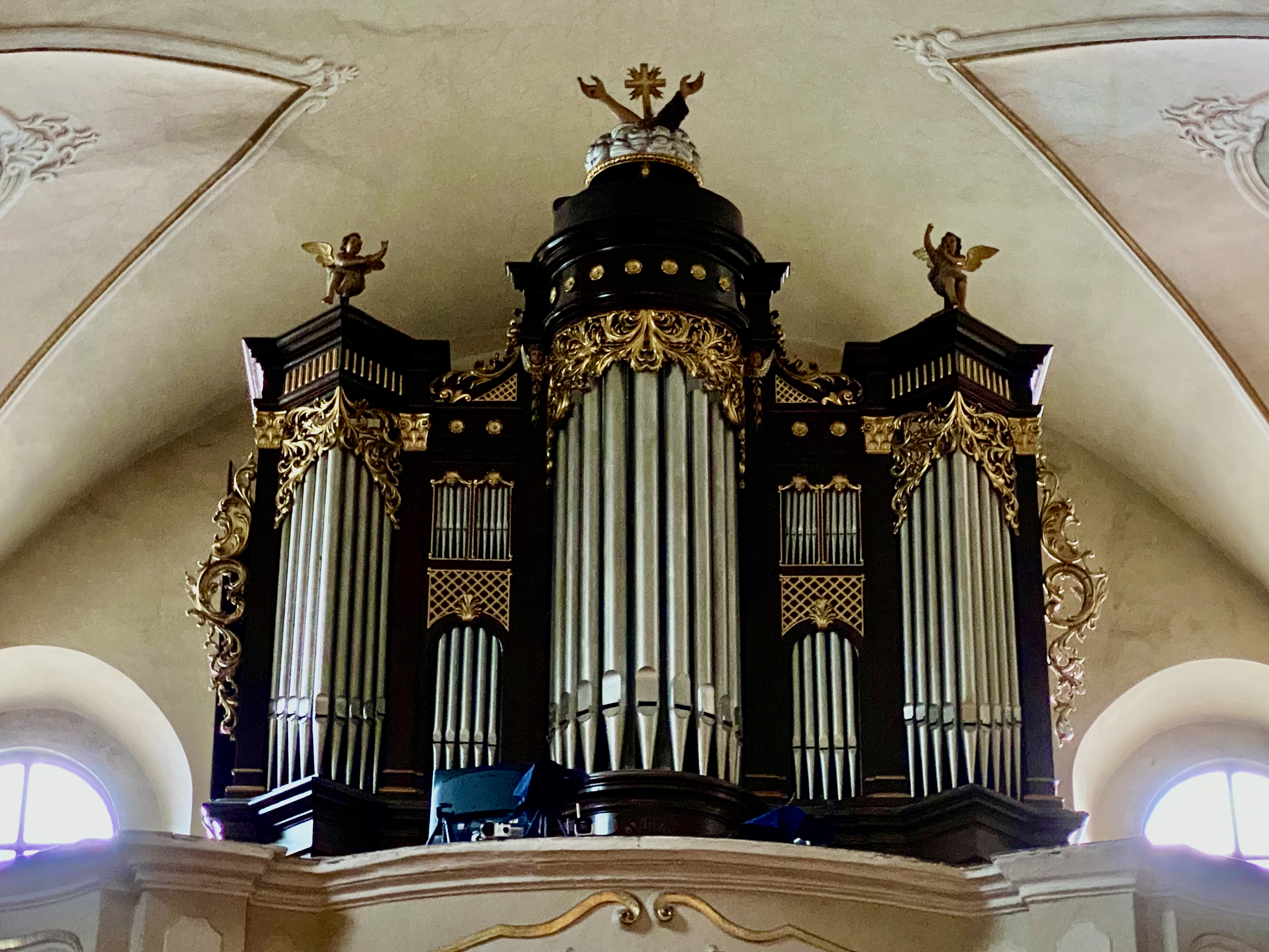
Església Franciscana de Cluj-Napoca - Orgue

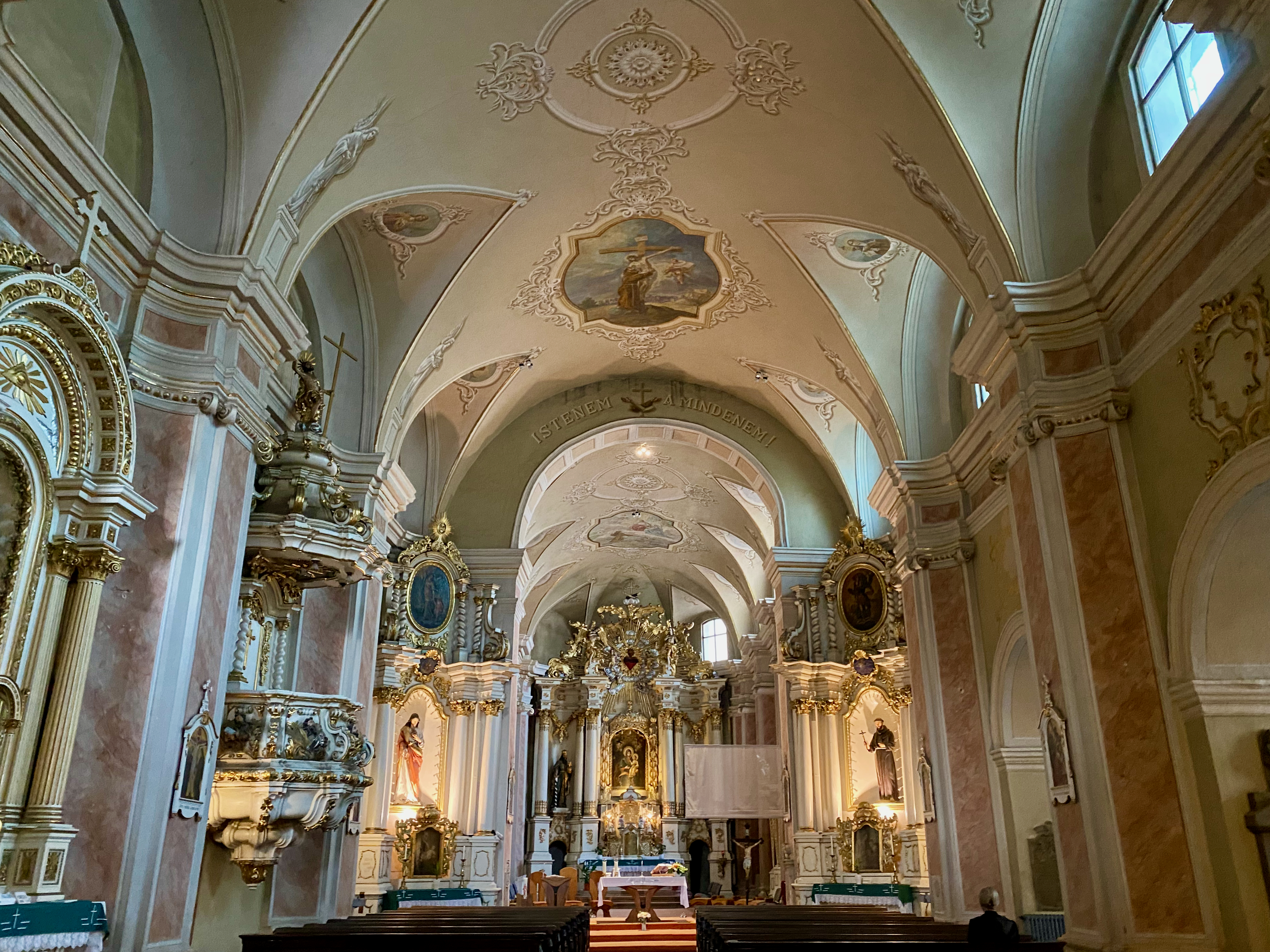
Església Franciscana de Cluj-Napoca - Interior

L'any 1390, els monjos benedictins van rebre l'església. El van ampliar i van construir un petit claustre gòtic prop de l'església, amb l'ajuda de Joan Hunyadi.
El 1556, la reina d'Hongria, Isabella Jagiełło, es va traslladar al claustre i hi va viure amb el seu fill Joan II Sigismund Zápolya fins al 1557.
L'església es troba a la plaça dels Museus (Piața Muzeului), abans coneguda com la plaça Petita (Piața Mică) per distingir-la de la Plaça Gran que envolta l'Església de Sant Miquel; Plaça Caroline (Piața Carolina o Karolina ter), després de l'Obelisc Caroline proper construït en honor a la visita de 1817 de Carolina Augusta de Baviera i el seu marit Francesc II; i la plaça Dimitrov (Piața Dimitrov), anomenada així a l'inici del període comunista per Georgi Dimitrov.